# Votação por aprovação proporcional sequencial
A votação por aprovação proporcional sequencial (SPAV em inglês) é um sistema eleitoral que estende o conceito do voto aprobatorio (AV em inglês) a uma eleição de ganhadores múltiplos, por usar o Método D'Hondt. Era proposto pelo estatístico dinamarquês Thorvald N. Thiele a começos do século 1900s, e estava utilizado (com adaptações para listas de partido) em Suécia por um período escasso após o 1909.

## Descrição
Este sistema converte AV a uma regra com múltiplas etapas: selecciona um candidato na cada etapa e então reduz as aprovações para as rodadas próximas. O primeiro candidato eleito é o AV ganhador (w1, o que tem as mais aprovações ou votos). O valor (poder) de todos os votos que aprovam de w1 está reduzido de 1 a 1/2 (100% poder a 50%) e as pontuações de aprovação são recalculadas. Depois, o candidato já não eleito quem tem a pontuação de aprovação mais alta é eleito (w2). Então o valor dos votos que aprovam de ambos w1 e w2 está reduzido a 1/3, e o valor de todos os votos que aprovam de qualquer w1 ou w2 mas não ambos está reduzidos a 1/2.
Mais geralmente, na cada etapa, o candidato não elegido com a pontuação de aprovação mais alta é eleito. Então o valor do voto da cada votante está posta em 1/(1+m) onde m é o número de candidatos aprovado naquele voto quem eram já eleitos, até que o número requerido de candidatos é eleito.
SPAV é um algoritmo computacionalmente bem mais singelo que o voto aprobatorio proporcional, de modo que os votos podem ser contados ou a mão ou por computador, e não requer um computador para determinar o resultado de todas as eleições menos as mais singelas.